# Щоденник покоївки (фільм, 2015)
«Щоденник покоївки», (фр. Journal d'une femme de chambre) — французький фільм 2015 року. Режисер — Бенуа Жако.
Стрічка була представлена в основному конкурсі 65-го Берлінського кінофестивалю, де претендувала на Гран-прі — Золотого ведмедя. Фільм було номіновано у 3-х категоріях на здобуття кінопремії «Сезар» 2016 року .

## Сюжет
Дія фільму відбувається у Франції кінця XIX століття. Сюжет розповідає історію норовливої покоївки Селестіни, чия ефектна зовнішність — незмінний об'єкт чоловічої уваги. Дівчина їде з рідного Парижа і стає на службу до сім'ї провінційних поміщиків. Але й на новому місці на неї чекають непрості стосунки з господарями.
Фільм є екранізацією однойменного роману Октава Мірбо, який свого часу викликав у Франції літературний скандал, а згодом був зарахований до класики. Раніше історію Селестіни переносили на екран метри європейського кіно — Жан Ренуар (1946) і Луїс Бунюель (1964).

## Актори
Головну роль у фільмі Бенуа Жако виконала Леа Сейду, одна з найбільш титулованих актрис сучасної Франції. Українським глядачам вона знайома у першу чергу завдяки відвертій ролі у драмі «Життя Адель», за яку удостоїлася головного призу на Каннському кінофестивалі. «Щоденник покоївки» — вже друга спільна робота Леа Сейду і Бенуа Жако. Першою стрічкою була історична драма про Марію Антуанетту «Прощавай, моя королево», що отримала 10 номінацій на національну кінопремію «Сезар».
Екранну пару Сейду склав Венсан Ліндон, лауреат Золотої гілки Каннського кінофестивалю 2015 за найкращу акторську роботу у фільмі «Закон ринку».
| Актор(ка)        |   | Роль         |
| ---------------- | - | ------------ |
| Леа Сейду        | … | Селестіна    |
| Венсан Лендон    | … | Жозеф        |
| Клотильда Молле  | … | мадам Ланлер |
| Ерве П'єр        | … | месьє Ланлер |
| Венсан Лакост    | … | Жорж         |
| Мелоді Валемберг | … | Маріанна     |
| Патрік д'Асумсао | … | капітан      |
| Жозефін Деренне  | … | бабуся Жоржа |
| Розетт           | … | Роуз         |

## В Україні
Українська прем'єра «Щоденника покоївки» відбулася 15 липня на Одеському кінофестивалі.

## Визнання
| Нагороди та номінації фільму «Щоденник покоївки» | Нагороди та номінації фільму «Щоденник покоївки» | Нагороди та номінації фільму «Щоденник покоївки» | Нагороди та номінації фільму «Щоденник покоївки» | Нагороди та номінації фільму «Щоденник покоївки» | Нагороди та номінації фільму «Щоденник покоївки» |
| Рік                                              | Нагорода                                         | Категорія                                        | Номінант                                         | Результат                                        |                                                  |
| ------------------------------------------------ | ------------------------------------------------ | ------------------------------------------------ | ------------------------------------------------ | ------------------------------------------------ | ------------------------------------------------ |
| 2015                                             | Берлінський міжнародний кінофестиваль            | Золотий ведмідь                                  | Щоденник покоївки                                | Номінація                                        |                                                  |
| 2016                                             | Премія «Люм'єр»                                  | Найкращий актор                                  | Венсан Ліндон                                    | Перемога                                         |                                                  |
| 2016                                             | Премія «Люм'єр»                                  | Найкраща музика до фільму                        | Бруно Куле                                       | Номінація                                        |                                                  |
| 2016                                             | Премія Сезар                                     | Найкращий адаптований сценарій                   | Бенуа Жако, Гелен Зіммер                         | Номінація                                        |                                                  |
| 2016                                             | Премія Сезар                                     | Найкращий дизайн костюмів                        | Анаїс Ромон                                      | Номінація                                        |                                                  |
| 2016                                             | Премія Сезар                                     | Найкращі декорації                               | Катя Вишкоп                                      | Номінація                                        |                                                  |